# JCreator
JCreator ist eine integrierte Entwicklungsumgebung von Xinox Software für Java. JCreator hat u. a. Funktionen wie Projektmanagement, Projekt-Templates, Code-Vervollständigung (nur in der Pro Version), Debugger-Schnittstelle, Editor mit Syntax-Highlighting, Assistenten und ein gut konfigurierbares User-Interface. Ein GUI-Builder ist nicht enthalten.
JCreator liegt in zwei Versionen vor, einer kostenlosen Lite Edition (LE) und einer kommerziellen Pro Version, welche zusätzlich Code Templates unterstützt.

## Aktuelle Features der Pro-Version
JCreator hat die üblichen Fähigkeiten moderner Quelltext-Editoren, wie beispielsweise Syntaxhervorhebung, automatische Einrückung oder der Vervollständigung begonnener Eingaben. Die Benutzeroberfläche von JCreator bietet die üblichen Sichten, wie beispielsweise eine Package-Ansicht oder eine Taskansicht für Aufgabenlisten. Diverse Assistenten ermöglichen das bequeme Erstellen von Projekten, Klassen, Schnittstellen, Java Beans und anderem. Ebenso ist ein Debugger integriert. Außerdem gibt es Werkzeuge für die Erstellung von JavaServer Pages, die Anbindung der Versionsverwaltung CVS und die Bearbeitung und Ausführung von Ant-Dateien.